# Brée
Brée település Franciaországban, Mayenne megyében. Lakosainak száma 584 fő (2022. január 1.). Brée Neau, Montsûrs és Évron községekkel határos.

## Népesség
A település népességének változása:
| Lakosok száma | 504  | 540  | 482  | 456  | 548  | 535  | 535  | 554  | 564  | 584  |
|               | 1968 | 1982 | 1990 | 2006 | 2013 | 2015 | 2017 | 2019 | 2020 | 2022 |